# Cadmiumiodat
Cadmiumiodat ist eine chemische Verbindung bestehend aus den Elementen Cadmium, Iod und Sauerstoff mit der Summenformel Cd(IO3)2. Es ist das Cadmiumsalz der Iodsäure und zählt damit zur Stoffgruppe der Iodate.